# 1962 w informatyce
Kalendarium informatyczne 1962 roku
- 1 stycznia – został opublikowany opis algorytmu quicksort autorstwa Charlesa Hoarego[1].
- 11 października – firma IBM wprowadziła na rynek komputer typu mainframe IBM 1440[2].
- Firmy Fairchild Semiconductors i Texas Instruments Incorporated rozpoczęły produkcję masową układów scalonych[3].
- Na komputer Odra 1003 powstała gra komputerowa Marienbad, napisana przez Witolda Podgórskiego[4].